# 馬黑麻·蘇丹
馬黑麻·蘇丹·米爾扎 （1375年－1403年3月13日）是帖木儿王朝的成員，其為中亚征服者，帖木儿帝国創始人帖木儿的孫子。身為帖木兒最喜歡的孫兒，馬黑麻·蘇丹擔任帝國主要的軍事指揮官之一，在他傑出的領導下，多次成功幫助帖木兒大軍戰勝金帳汗國、波斯諸國以及鄂圖曼帝國的軍隊。馬黑麻·蘇丹被歷史學家艾哈邁德·伊本·阿拉伯沙讚譽為「年輕的天才，顯露出他高貴的天性且精力充沛」，馬黑麻·蘇丹最終被帖木兒任命為帝國的儲君，但他卻於1403年英年早逝，馬黑麻·蘇丹的死讓其祖父帖木兒極為悲痛，深深哀悼愛孫的離世。

## 出身背景
馬黑麻·蘇丹出生於公元1375年，為賈漢吉爾的長子，同時也是賈漢吉爾與正妻蘇非王朝公主賽芬·貝格·罕匝答兩人所生唯一的兒子。馬黑麻·蘇丹的父親是帖木儿最為寵愛的嫡長子，也是他最早欽定的帝國儲君，在馬黑麻·蘇丹出生後不到幾個月的時間內，他的父親賈漢吉爾即因病去世。而馬黑麻·蘇丹的生母賽芬·貝格·罕匝答為金帳汗國可汗札尼别的外孫女，在其丈夫死後，改嫁給了賈漢吉爾的弟弟米蘭沙 。

## 軍事生涯
1386年，帖木兒攻佔了札剌亦兒王朝的首都大不里士 。當時年僅十歲的馬黑麻·蘇丹被任命為大不里士的總督。五年後，他陪同祖父入侵當時由脫脫迷失可汗統治下的金帳汗國。帖木兒最初任命馬黑麻·蘇丹率領小股先鋒部隊負責偵察敵情，隨後又在1391年6月的昆都尔察河谷大战中，改調其擔任統帥主力大軍的指揮官一職。
1393年，馬黑麻·蘇丹參與攻打當時據有法爾斯地區莫扎法爾王朝的戰役。馬黑麻·蘇丹與他同父異母的弟弟皮儿·马黑麻一道被派往庫爾德斯坦，兄弟兩人在佔領了當地的各個省份後，隨即接獲命令重新加入帝國的主力軍隊。帖木兒親自追捕莫扎法爾王朝的君主沙阿·曼蘇爾 。兩位統治者的軍隊在設拉子城外對峙，在這場戰役中，帖木兒將大軍左翼交由馬黑麻·蘇丹統領，右翼託付給皮兒·馬黑麻，而中軍則委由馬黑麻·蘇丹的叔叔沙哈鲁負責。這場戰鬥最終以帖木兒軍隊的大獲全勝而告終，沙阿·曼蘇爾被帖木兒麾下的士兵殺害，他的國土隨後被併入帖木兒帝國的版圖內。
1395年，馬黑麻·蘇丹隨同祖父帖木兒第二次入侵金帳汗國，再度發動針對脫脫迷失的戰役。於捷列克河之戰中，他率領右翼的帖木兒大軍，沉重地打擊了脫脫迷失左翼的軍隊，迫使可汗率軍後撤，最終整支金帳汗國的大軍全面潰敗，脫脫迷失本人亦在戰敗後倉皇逃離戰場。次年，馬黑麻·蘇丹被派往波斯湾地區的忽里模子王國。在佔領了多座行省的堡壘之後，馬黑麻·蘇丹成功迫使忽里模子的統治者穆罕默德·沙阿（Muhammad Shah）向帖木兒帝國臣服。
馬黑麻·蘇丹在1397年被任命為東部費爾干納行省的總督。由於考量到日後將對明朝發起戰爭的計畫，帖木兒命令他的孫子鞏固費爾干納地區的城池，同時沿途墾殖土地發展耕作。馬黑麻·蘇丹獲得四萬人的軍隊，並率軍在阿沙帕拉（Ashapara）地區建立起一座堡壘，其次又向東於伊塞克湖一帶修築了一座要塞。馬黑麻·蘇丹打算利用這些基地，於1399年向鄰近的东察合台汗国邊境一帶發起軍事行動，然而，這項計劃卻被其表弟昔干答兒搶先一步實施，昔干答兒利用馬黑麻·蘇丹派駐在阿沙帕拉的支隊，突襲了明朝控制下的部分突厥斯坦領地。昔干答兒獨斷的行為直接導致兩位王子結下仇恨。在不到一年的時間後，當昔干答兒被調職至費爾干納，而馬黑麻·蘇丹本人被任命為撒馬爾罕的長官時，馬黑麻·蘇丹趁機逮捕表弟並將他關押在城市中。昔干答兒的阿德貝格以及他身邊的26名貴族則被處決。當帖木兒聽聞兩名孫兒發生衝突的消息時，他的反應於不同記載中是相互矛盾的。其中一方的說法主張，帖木兒將爭端歸咎於馬黑麻·蘇丹，並堅定支持昔干答兒的立場，下令馬黑麻·蘇丹歸還昔干答兒手下的貴族們。另一方全然相反的說法則認為，帖木兒站在馬黑麻·蘇丹的一邊，且鞭打了昔干答兒的腳掌作為懲罰。
據推測，馬黑麻·蘇丹在1398年鼓動他祖父帖木兒發起對德里蘇丹國的戰爭。依照據稱是帖木兒自傳《帖木兒名言錄》（Malfuzat-i Timuri）中的記載，馬黑麻·蘇丹所言如下：
「印度整個國家四處皆是黃金和珠寶，當中有出產金礦、白銀、鑽石、紅寶石、綠寶石、錫礦、鋼鐵、銅礦、水銀等十七座的礦山。而那裏生長的植物適合用於製作服裝，此外還有散發出芳香的植物與甘蔗，這個國家終年有著蒼翠蔥蘢的景色，風光旖旎的美景令人心曠神怡。現在，既然當地大部分的居民都是多神教信徒、異教徒、偶像與太陽的崇拜者，為此在真主和先知的指示下，我們征服這些人是正確的。」

## 帝國儲君
在帖木兒率軍入侵印度前的某個時間點，馬黑麻·蘇丹正式被祖父任命為帝國的繼承人。當德里於1398年12月被帖木兒帝國大軍征服之後，帖木兒在當地的呼图白中宣讀自己與馬黑麻·蘇丹的名字。並發行鑄刻有馬黑麻·蘇丹之名和王位繼承人（Vali al-lakhd）的頭銜，以及帖木兒與傀儡可汗麻哈没的算端名字的錢幣。帖木兒對於選擇自己繼任者的考量條件，主要是注重出身的高低，而非考慮個人的地位或成就，馬黑麻·蘇丹除了擁有其生母尊貴的血統之外，他的父親賈漢吉爾亦是帖木兒四個兒子中最年長的一個，同時也是由帖木兒正妻而非妾室所生的嫡子。
1399年，馬黑麻·蘇丹被任命為图兰行省的總督。兩年後，他奉祖父之命接手前伊兒汗國的領土，帖木兒將這片土地稱之為「旭烈兀的王座」，該地區此前曾由馬黑麻·蘇丹的叔叔兼繼父米蘭沙所統治。
帖木兒在1402年如預期般開始向鄂圖曼帝國的領土進軍，發起針對鄂圖曼帝國蘇丹巴耶济德一世的遠征。這場戰爭首先由馬黑麻·蘇丹拉開序幕，帖木兒在不久前傳喚駐守在撒馬爾罕的馬黑麻·蘇丹，命令他前去圍困並攻陷凱馬赫的堡壘。由於這座城堡是巴耶濟德一世近日才從帖木兒的盟友塔哈滕（Taharten）手中所奪下，因此這對巴耶濟德一世來說是赤裸裸的挑釁，直接挑起了他的怒火。兩國間一連串的軍事行動於1402年7月20日安卡拉之战中達到高峰，在這場戰役裡，馬黑麻·蘇丹負責領導帖木兒帝國大軍的主力。鄂圖曼帝國軍隊在這場關鍵性的會戰中被徹底擊潰，巴耶濟德一世本人也被俘虜。戰鬥結束後，馬黑麻·蘇丹立即被派往當時鄂圖曼帝國的首都布尔萨，以佔據巴耶濟德一世的國庫。然而當他抵達布爾薩當地時，卻發現自己晚了鄂圖曼帝國的王子蘇萊曼·切萊比一步，蘇萊曼·切萊比搶先帶走許多城市中最珍貴的寶藏。晚到的帖木兒帝國軍隊搜刮走城市所剩的一切，其中包括鑲有黃金和琺瑯的青銅門，貴重的大門隨後作為禮物被送給帖木兒的皇后薩拉伊·穆爾克·汗尼姆。在對布爾薩的掠奪告一段落後，馬黑麻·蘇丹下令焚毀了這座城市。

## 死亡與安葬

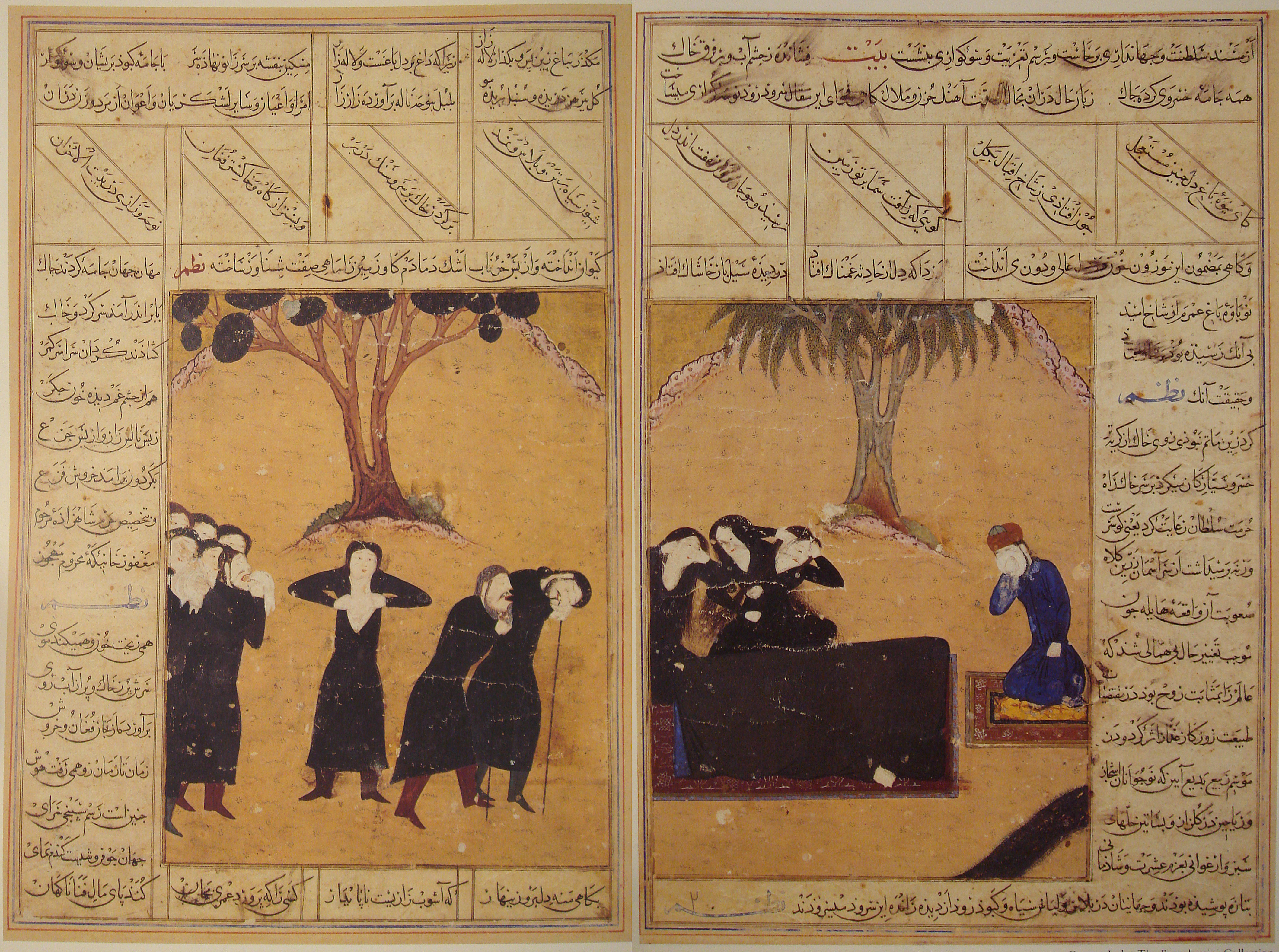
歇里甫丁·阿里·雅兹迪作品帖木儿武功记中，哀悼馬黑麻·蘇丹靈柩臺場景的插圖

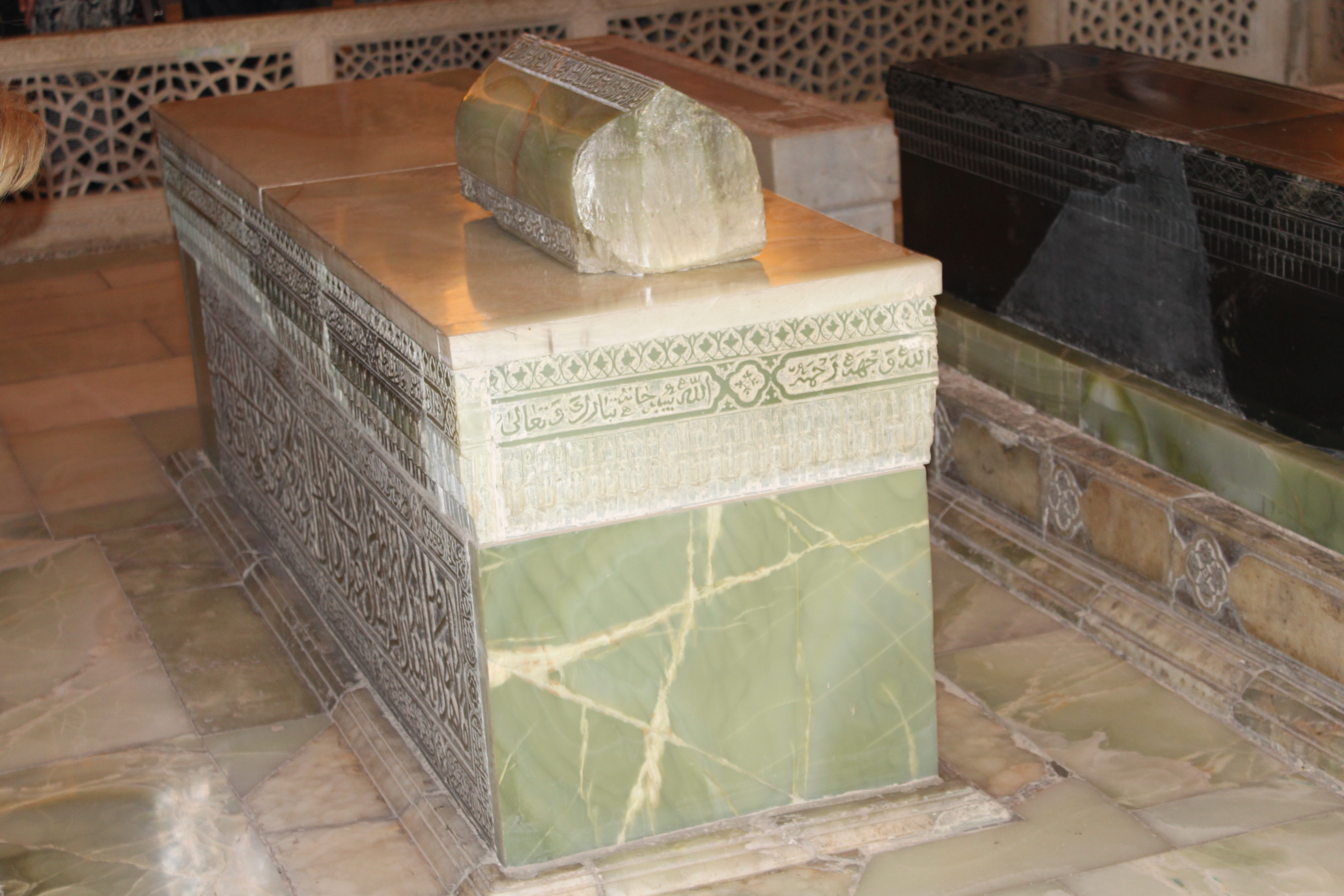
古尔-埃米尔陵內，馬黑麻·蘇丹·米爾扎的棺木

馬黑麻·蘇丹此後接獲命令從安卡拉行軍至開塞利，重新加入主力大軍的行列。但於這次的路途中，馬黑麻·蘇丹因為在先前的戰役裡受了傷，而持續飽受傷勢的折磨。於病情日益惡化下，最終他在1403年3月12日於阿菲永卡拉希萨尔附近去世。帖木兒為愛孫的驟世哀痛不已，下令全軍穿上深色的衣服來哀悼馬黑麻·蘇丹之死。馬黑麻·蘇丹的遺體於200匹駿馬的遊行隊伍隨同下，抵達阿夫尼克（Avnik）的堡壘。在那裡，他被暫時性地安葬在鄰近蘇丹尼耶一帶，基達的麻札中。
隔年，於馬黑麻·蘇丹去世的週年紀念日裡，他的遺體在其母賽芬·貝格·罕匝答的陪伴下被送回撒馬爾罕 。埋葬於以他名字命名的馬黑麻·蘇丹哈納卡廳堂中，這裡位於先前由馬黑麻·蘇丹自己下令建造且已完工的宗教建築群內。帖木兒在1405年去世之後，也一同與他的孫子被安葬在那裡。日後，兩人的遺體再一次被移動到古尔-埃米尔陵裡，即目前所見遺體最終的安息處，大約是在1409年，帖木兒的繼任者沙哈鲁逝世後，他的遺體也被搬到了古爾-埃米爾陵內。儘管陵墓最初只供馬黑麻·蘇丹所使用，但當地最後卻變成了帖木兒王朝的皇室陵寢。

## 家庭

### 妻妾
- 汗妮卡（Khanika）：察合台汗國的統治者马哈麻汗之女
- 塔塔莉·比（Tatali Bi）：穆薩基·努庫茲（Musake Nukuz）之女
- 汗德·蘇丹（Khand Sultan）：阿里·貝格·賈尼·古爾班·奧洛特（Ali Beg Jauni Qurban Oirot）之女
- 蜜哈爾·阿迦·哈扎雷（Mihr Agha Hazare）
- 道菈特·蘇丹（Daulat Sultan）
- 雅妮貝格（Janibeg）
- 拉爾·琪卡克（La'l Chicak）

### 子女
汗妮卡所生
- 葉海亞（Yahya；約1400年出生）：與沙哈鲁之女帕揚妲·蘇丹·阿迦（Payanda Sultan Agha）結婚
- 阿卡·比姬（Aka Biki；卒於1419年）：與兀魯伯結婚
  - 哈碧巴·蘇丹（Habiba Sultan，生於1412年），別名罕匝答·別昆（Khanzada Begum）[33]

塔塔莉·比所生
- 薩迪·瓦卡斯（Sa'd-i Waqqas；約1399年－1417 /18年）：與米蘭沙之女菈賈布·蘇丹（Rajab Sultan）結婚
  - 伊西耶·比姬（Isiye Biki）

汗德·蘇丹所生
- 努赫（Nuh）

蜜哈爾·阿迦·哈扎雷所生
- 馬黑麻·賈漢吉爾（Muhammad Jahangir；約1396年－1433年）：曾短暫成為哈利勒苏丹控制下的察合台汗國傀儡可汗[34]，與沙哈魯之女瑪里亞姆·蘇丹·阿迦（Maryam Sultan Agha）結婚
  - 馬黑麻·蘇丹二世（Muhammad Sultan II；1416年－1438年）
  - 馬黑麻·哈利勒（Muhammad Khalil）
- 阿琪茲·蘇丹（Aziz Sultan）
- 艾莎·比基（A'isha Biki）：第一次和朵豁剌惕氏的優素福（Yusuf）結婚，第二次與米蘭沙之子賽義迪·艾哈邁德（Sayyidi Ahmad）結婚，第二次婚姻與其夫育有一名孩子
  - 蘇丹·艾哈邁德（Sultan Ahmad）[35]

道菈特·蘇丹所生
- 薩德·馬利克（Shad Malik）
- 法蒂瑪·蘇丹（Fatima Sultan）

雅妮貝格所生
- 希文蒂克·蘇丹（Sivindik Sultan）

拉爾·琪卡克所生
- 伊斯瑪儀（Isma'il）[36]